# Mieczysław Bogusławski

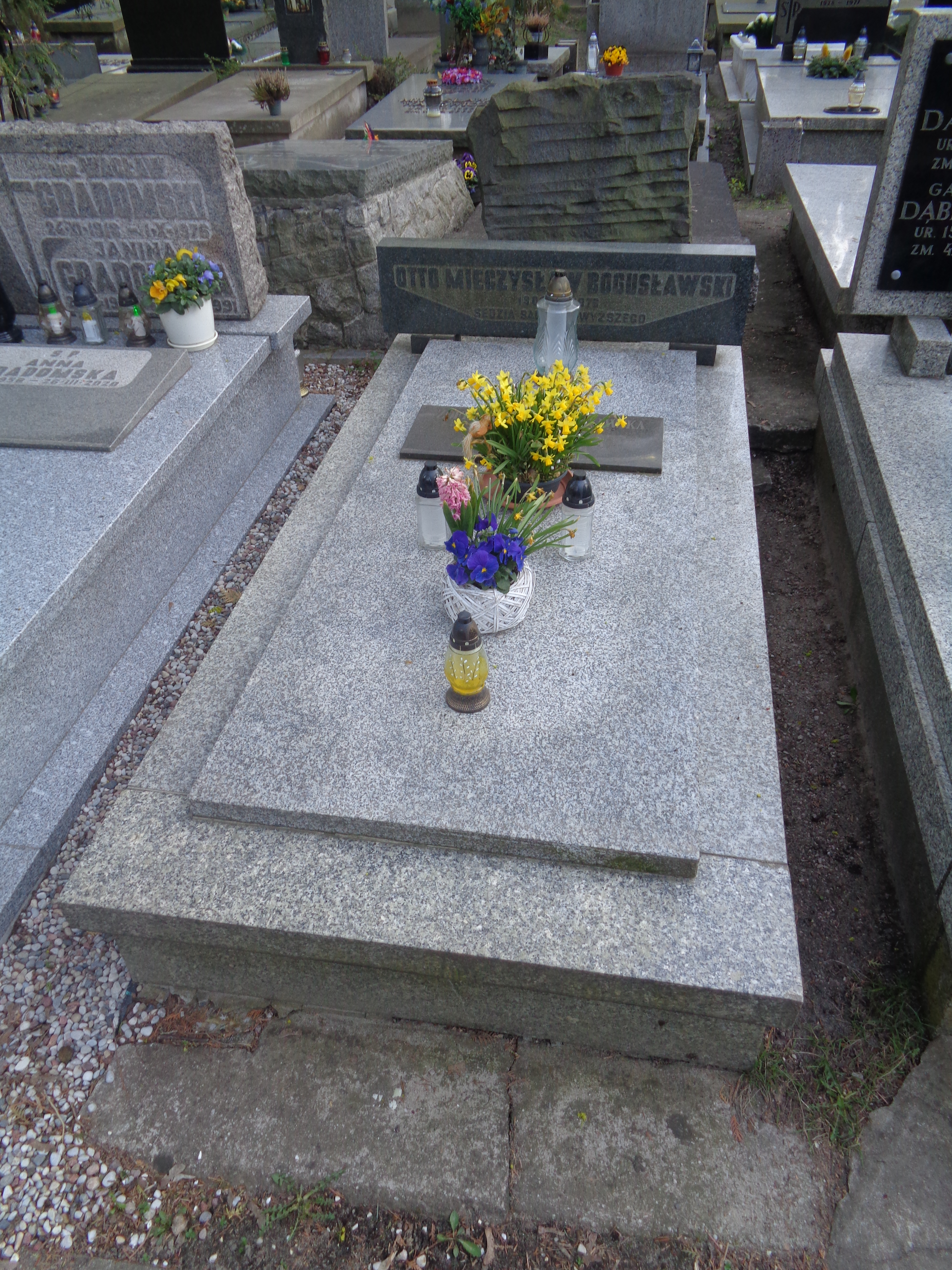
Grób Mieczysława Bogusławskiego na Cmentarzu Wojskowym na Powązkach

Mieczysław Bogusławski (ur. 25 kwietnia 1902 w Lublicy, zm. 11 września 1976) – polski sędzia i działacz społeczny związany ze Śląskiem Dolnym i Cieszyńskim, poseł na Sejm PRL II kadencji (1957–1961). 

## Życiorys
Po studiach prawniczych na Uniwersytecie Jagiellońskim podjął pracę w charakterze sędziego sądu okręgowego i grodzkiego w Cieszynie. W 1939 walczył w wojnie obronnej Polski, dostał się do niewoli w oflagu. Po zakończeniu wojny powrócił do Cieszyna na stanowisko kierownika sądu grodzkiego, a w 1947 prezesa sądu okręgowego w Raciborzu. W 1948 objął funkcję prezesa Sądu Apelacyjnego, a dwa lata później Wojewódzkiego we Wrocławiu. W 1960 przeniesiony do Warszawy, gdzie zasiadał w Sądzie Najwyższym.
Przez lata działał w samorządzie prawniczym, organizując w 1947 Zrzeszenie Prawników Polskich w Raciborzu oraz stojąc na czele Zarządu Okręgu ZPP we Wrocławiu (1949–1961). Zasiadał w Zarządzie Głównym ZPP. Oprócz działalności branżowej poświęcił się działalności politycznej: organizował struktury SD w Raciborzu, a w okresie 1949–1960 przewodniczył Wojewódzkiemu Komitetowi we Wrocławiu. Zasiadał również w CK i Radzie Naczelnej. Od 1949 do 1957 był członkiem prezydium Wojewódzkiej Rady Narodowej we Wrocławiu.
W 1956 SD wysunęło jego kandydaturę na posła w okręgu Jelenia Góra. Pracował w Komisjach: Mandatowej (jako przewodniczący), Komunikacji i łączności (wiceprzewodniczący) oraz Wymiaru Sprawiedliwości.
Odznaczony m.in. Złotym Krzyżem Zasługi (dwukrotnie), Krzyżem Oficerskim i Kawalerskim Orderu Odrodzenia Polski, Złotą Odznaką Zrzeszenia Prawników Polskich oraz Medalem Budowniczego Stacji Telewizyjnej na Ślęzy.
Pochowany na Cmentarzu Wojskowym na Powązkach w Warszawie (kwatera B35-1-9).